# Salomé (telenovela mexicana)
Salomé é uma telenovela mexicana produzida por Juan Osorio para a  Televisa e exibida pelo Canal de las Estrellas entre 22 de outubro de 2001 e 17 de maio de 2002, substituindo La Intrusa e sendo substituída por La otra. 
É um remake da telenovela Colorina, produzida e exibida em 1980. 
A primeira fase é protagonizada por Edith González e Guy Ecker, com atuação estelar de Monika Sánchez e antagonizada por Sebastián Ligarde e María Rubio.
A segunda fase ainda é protagonizada por Edith González e Guy Ecker e antagonizada por Sebastián Ligarde e María Rubio. Protagonizam também Rafael Amaya, Ernesto D'Alessio e José María Torre. Alejandra Procuna, Oscar Traven, Roberto Vander e Jacqueline Arroyo interpretam os demais antagonistas.

## Sinopse
Fernanda Quiñones é conhecida artisticamente como "Salomé" uma mulher que trabalha como uma dançarina em um cabaré na sala de espetáculos D'Rubí na Cidade do México, juntamente com sua amiga Karicia. Um dia as duas chegam embrigadas à casa da família Montesino onde Salomé conhece Julio, o filho dessa família, que é um milionário, mas que as suas decisões dependem de Lucrecia, a mãe dele. Ele é casado com Ângela, uma mulher doente que não pode ter filhos. Diego mora com eles, o irmão de Ângela, que trouxe as dançarinas do cabaré para a casa. 
Ao longo do tempo Salomé e Julio se encontram várias vezes e o amor entre eles cresce. Lucrecia, que tem uma obsessão para que Julio tenha um filho para herdar a sua fortuna, e que Angela não pode dar essa criança, ocorre a Lucrecia a ideia de que Salomé seja a mãe dessa criança. Salomé concorda com trato de Lucrecia e pouco tempo após fica grávida. Mas ao saber que Julio, apesar de amar Salomé, não  vai deixar sua esposa Angela, Salomé descobre que será Angela que criará o criança como sendo seu filho, então ela se arrepende e decide fugir com a criança, e dois outros bebês que uma vizinha abandonou cujo pai não tem condição de cuidar. Salomé tem a ideia de registrar os três filhos como gêmeos, inclusive os bebês abandonados como seus verdadeiros filhos. 
Passam 20 anos e Salomé, que agora utiliza o seu verdadeiro nome "Fernanda", torna-se uma rica mulher de negócios que deixou para trás sua vida no cabaré e vive com seus três filhos, José Armando, José Miguel e José Julián. Retornar ao México para se encontrar novamente com sua velha amiga Karicia, que leva uma vida miserável após seu fracasso da sua relação sofrida  com os maltratos por Lucho. Mas as coisas se complicam quando ela se encontra por acaso com  Julio e sua mãe, que querem saber a tudo custo qual dos três jovens é o verdadeiro filho de Salomé e Julio.

## Elenco
| Ator/Atriz                 | Personagem                                                                                       |
| -------------------------- | ------------------------------------------------------------------------------------------------ |
| Edith González             | Fernanda "Salomé" Quiñones / Fernanda Quiñones Viúva de Lavalle / Fernanda Quiñones de Montesino |
| Guy Ecker                  | Júlio Montesino                                                                                  |
| María Rubio                | Lucrécia de Montesino                                                                            |
| Sebastián Ligarde          | Diego Duval ✝️                                                                                   |
| Niurka Marcos              | Platonia "Karicia" de Cisneros (No Brasil: Karina)                                               |
| Mónika Sánchez             | Ángela Duval de Montesino ✝️                                                                     |
| Aarón Hernán               | Arturo Montesino (No Brasil: Artur) ✝️                                                           |
| Patricia Reyes Spíndola    | Manola (No Brasil: Manuela)                                                                      |
| Rafael Amaya               | José Julián Lavalle Quiñones / José Julián Montesino Quiñones (No Brasil: José Juliano)          |
| Ernesto D'Alessio          | José Miguel Lavalle Quiñones / José Miguel Sánchez Osorio                                        |
| José María Torre           | José Armando Lavalle Quiñones / José Armando Sánchez Osorio                                      |
| Roberto Vander             | Maurício Valdivia                                                                                |
| Jaime Garza                | Hipólito Sánchez                                                                                 |
| Carlos Eduardo Rico        | Piro Osorio (No Brasil: Ciro)                                                                    |
| Rosita Pelayo              | Kikis (No Brasil: Suzy)                                                                          |
| Alessandra Rosaldo         | Karla "Karlita" Cansino Montiel                                                                  |
| Alejandra Procuna          | Rebeca Santos Landa ✝️                                                                           |
| Thaily Amezcua             | Romina Campos (No Brasil: Roberta)                                                               |
| Julián Bravo               | Guillermo Cifuentes (No Brasil: Guilherme)                                                       |
| Kelchie Arizmendi          | Natalia ✝️                                                                                       |
| Raúl Ramírez               | Dr. Íñigo (No Brasil: Inácio)                                                                    |
| Claudia Silva              | Eva                                                                                              |
| Oscar Traven               | Anthony Corcuera                                                                                 |
| Yolanda Montes "Tongolele" | Yolanda Carranza                                                                                 |
| Katie Barberi              | Laura Montiel / Laura Montiel de Cansino ✝️                                                      |
| Paty Díaz                  | Martha Osorio de Sánchez ✝️                                                                      |
| Arturo Guízar              | Abel                                                                                             |
| Leticia Perdigón           | Dolores "Lola" Campos Oviedo ✝️                                                                  |
| Juan Imperio               | Roberto "El Animador"                                                                            |
| José Cantoral              | Lucho (No Brasil: Lúcio)                                                                         |
| Milton Cortés              | David "El Matador" Mejía ✝️                                                                      |
| Julián Pastor              | Arango "El Poeta" (No Brasil: Armando)                                                           |
| Iliana de la Garza         | Leonor                                                                                           |
| Andrés García Jr.          | Victor                                                                                           |
| Rodrigo Vidal              | Daniel "Dany" Carranza / Soraya ✝️                                                               |
| Susana Zabaleta            | Susana Muñiz de Ramos                                                                            |
| Pablo Cheng                | Willy                                                                                            |
| Constanza Fernández        | Yadhira (No Brasil: Jandira) ✝️                                                                  |
| Carlos Szavozd             | "Güerejo" (No Brasil: Loirinho)                                                                  |
| Carlos González            | Comandante Cairo                                                                                 |
| Ángeles Alonso             | Elisa                                                                                            |
| Marco Uriel                | Roberto Rojas                                                                                    |
| Rosy Calderón              | Rosy                                                                                             |
| Armando Quiñónez           | Nicolas                                                                                          |
| Marco Méndez               | Pedro León Jr. ✝️                                                                                |
| Rodrigo Nery               | Inspetor Pedro León                                                                              |
| Jacqueline Arroyo          | Irma                                                                                             |
| Damián Mendiola            | Mauro                                                                                            |
| Carmen Becerra             | Diana de Rojas                                                                                   |
| Antonio Brenan             | Chava (No Brasil: Thiago)                                                                        |
| Jorge Brenan               | Nacho (No Brasil: Márcio)                                                                        |
| Yuliana Peniche            | Money                                                                                            |
| Christian Ruiz             | Aldo Valdivia                                                                                    |
| Leo Navarro                | "El Caritas" (No Brasil: Careta)                                                                 |
| Luis Romo                  | "El Manotas" (No Brasil: Maneco)                                                                 |
| Damián Sarka               | "El diente de oro" (No Brasil: Dente de ouro)                                                    |
| Roberto Palazuelos         | Humberto "Beto, El Figurín" Treviño (No Brasil: "O Figurino") ✝️                                 |
| Alberto Salaberry          | Juan Pérez (Adulto) (No Brasil: João) ✝️                                                         |
| Miguel Ángel Cardiel       | Serapio (No Brasil: Serafim) ✝️                                                                  |
| Romina Pasos               | Lupita (No Brasil: Carminha)                                                                     |
| Toño Muñiz                 | Padre Juan Cardona (No Brasil: João)                                                             |
| Moisés Suárez              | Lic. Germán Libore (No Brasil: Germano)                                                          |
| Thelma Tixou               | Teporocha (No Brasil: Esponja/Tatiana)                                                           |
| Jorge Van Rankin           | Nelson Cisneros                                                                                  |
| Sylvia Eugenia Derbez      | Brenda Jurado                                                                                    |
| Martín Hernández           | Arcadio (No Brasil: Romário)                                                                     |
| Raúl Castellanos           | Juan "Juanito" Pérez (Menino) (No Brasil: Joãozinho)                                             |
| Fernando Robles            | Francisco "Pancho" Pérez (No Brasil: Chico) ✝️                                                   |
| Teo Tapia                  | Gustavo Cansino ✝️                                                                               |
| Carmen Molero              | Adela (No Brasil: Adélia)                                                                        |
| Ana María Aguirre          | Malvis (No Brasil: Mabel)                                                                        |
| Mario Casillas             | Rodrigo Lavalle ✝️                                                                               |
| Zully Keith                | Rosario                                                                                          |
| Lorena Álvarez             | Luisa                                                                                            |
| Mauricio Castillo          | O verdadeiro Henrique Ramos                                                                      |
| Himén Gómez                | Chivo (No Brasil: Tito)                                                                          |
| Edgar Ponce                | Javier                                                                                           |
| Ramón Abascal              | Padre                                                                                            |
| Yalda                      | Ana                                                                                              |
| Agustín Arana              | Raúl                                                                                             |
| Héctor Álvarez             | Harry García                                                                                     |
| Josué Arévalo Meyer        | Marco                                                                                            |
| Ricardo MacDonald          | Samuel                                                                                           |
| Raúl Ortiz                 | Dr. Thompson                                                                                     |
| Roberto Ruy                | "El Cojo" (No Brasil: "O Manco")                                                                 |
| Ana María de Panamá        | Laura "Laurita" (No Brasil: Laurinha)                                                            |
| Patricia Ramírez           | Mercedes                                                                                         |
| María Prado                | Nina                                                                                             |
| María Clara Zurita         | "La Morena"                                                                                      |
| María Fernanda             | Raquel "La Fiera" Quiñones (No Brasil: A Fera) ✝️                                                |
| Eduardo Verástegui         | Eduardo                                                                                          |
| María Isabel Benet         | Montserrat                                                                                       |
| Ricardo de León            | Emílio                                                                                           |
| Esteban Franco             | Nando                                                                                            |
| Denisse Padilla            | Denisse                                                                                          |
| Hilda Aguirre              | Rosa                                                                                             |
| Laura Montalvo             | Carlota                                                                                          |
| Jessica Segura             | Estrellita                                                                                       |
| Norma Iturbe               | Petra                                                                                            |
| Ricardo Vera               | Dr. Marín                                                                                        |
| Tomás García               | Perico                                                                                           |
| Gustavo Negrete            | Orlando                                                                                          |
| Belinda del Villar         | Flaca y ojerosa                                                                                  |
| Jacqueline Voltaire        | Jackie Larson                                                                                    |
| Rocío Valenzuela           | Araceli                                                                                          |
| Nestor Leoncio             | Lic. Garfias                                                                                     |
| Luigi Silva                | Dr. Balboa                                                                                       |
| Yamile Bolahesen           | Fernanda "Salomé" Quiñones (Menina)                                                              |
| Samuel Gallegos            | Policial / Detetive                                                                              |
| Flavio Medina              | Pai adotivo                                                                                      |
| Jesús Ferro                | Dr. Estévez                                                                                      |
| Joseba Iñaqui              | Justo                                                                                            |
| Ana Vanesa Peniche         | "La Flaca" (No Brasil: "A Fraca")                                                                |
| Carla García               | "La Rubia"                                                                                       |
| Gregorio Reséndiz          | "El Viejo"                                                                                       |
| Orlando Rodríguez          | Professor Jiménez                                                                                |
| Sergio Jiménez             | Juiz                                                                                             |
| Julio Barquin              | Executivo                                                                                        |
| José Viller                | Porteiro                                                                                         |
| Ricardo Miranda            | Mordomo                                                                                          |
| Los João                   | Eles mesmos                                                                                      |
| Ragazzy                    | Eles mesmos                                                                                      |

## Exibição

### México
Foi reprisada pelo seu canal original entre 11 de maio a 11 de setembro de 2009, substituindo María Isabel e sendo substituída por Esmeralda.
Foi reprisada pelo canal TLNovelas de 21 de agosto de 2006 a 16 de março de 2007.

### Brasil
Foi exibida no Brasil, no horário nobre do SBT, de 11 de março a 7 de outubro de 2002, substituindo A Alma Não Tem Cor e sendo substituída por Manancial, em 151 capítulos.
Foi exibida pela primeira vez pelo canal pago TLN Network de 1 de março a 24 de setembro de 2010, e sendo substituída por Amigas e Rivais.
Foi exibida pela segunda vez pelo canal pago TLN Network de 15 de junho de 2015 a 8 de janeiro de 2016, substituindo Mariana da Noite e sendo substituída por A Outra.
Foi exibida pela terceira vez pelo canal pago TLN Network de 24 de agosto de 2020 a 19 de março de 2021, substituindo Coração Indomável e sendo substituída por Três Vezes Ana.
Está disponível desde 1 de novembro de 2022 no catálogo brasileiro da plataforma de streaming Vix com áudio dublado em português.

## Audiência

### No México
Em sua exibição original, a trama alcançou 25 pontos de média. 

### No Brasil
No Brasil não foi um grande sucesso, mas manteve média de 7 pontos de audiência no complicado horário das 6 da tarde, concorrendo com as super produções da Rede Globo.

## Prêmios e Indicações

### Prêmio TVyNovelas 2002
| Categoria                  | Nomeado(a)              | Resultado |
| -------------------------- | ----------------------- | --------- |
| Melhor telenovela          | Juan Osorio             | Nomeada   |
| Melhor atriz protagonista  | Edith González          | Nomeada   |
| Melhor ator protagonista   | Guy Ecker               | Nomeado   |
| Melhor primeira atriz      | Patricia Reyes Spíndola | Nomeada   |
| Melhor atriz de reparto    | Niurka                  | Ganhadora |
| Melhor ator de reparto     | Rodrigo Vidal           | Ganhador  |
| Melhor revelação masculina | Rafael Amaya            | Nomeado   |